# 天白川 (三重県)

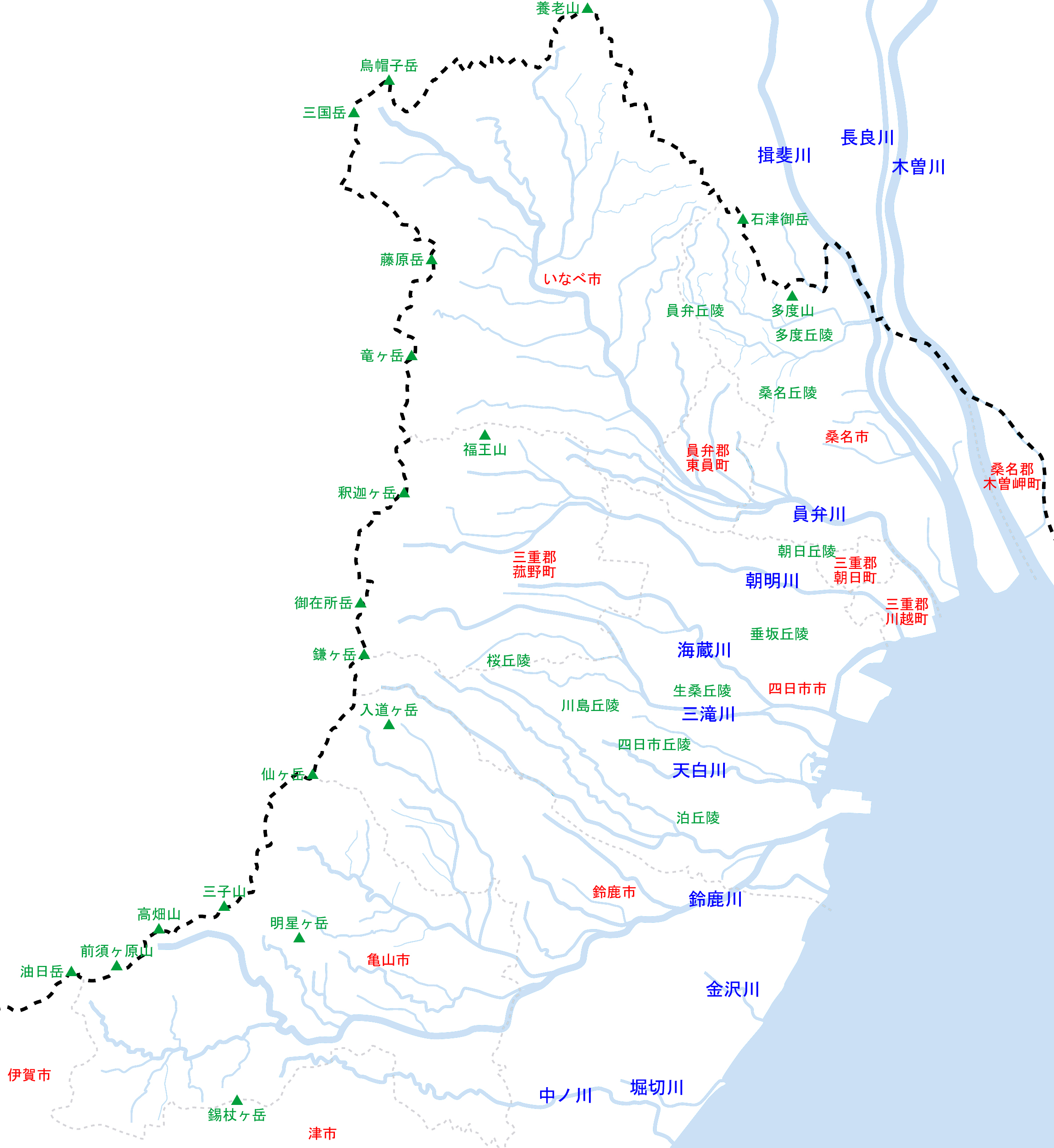
三重県北部を流れる河川の位置関係。濃い破線は県境、薄い破線は市町村境。河川名は木曽川水系以外は水系本川のみ記載。

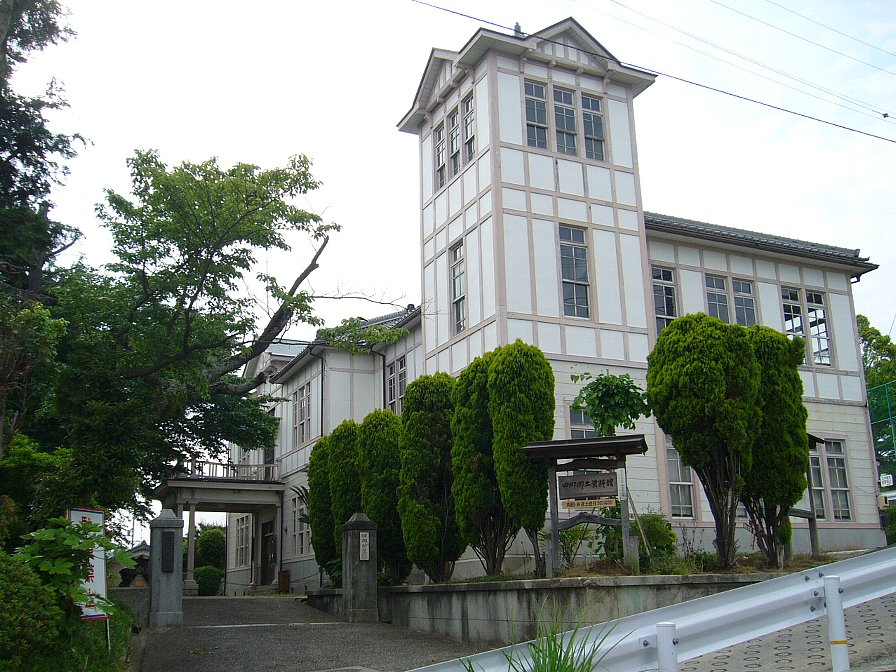
四郷郷土資料館

天白川（てんぱくがわ）は、三重県四日市市を流れる河川。二級水系の本流である。

## 地理
三重県四日市市小山町の丘陵地帯に発し東へ流れる。四日市市街南部を潤し、下流部で鹿化川、落合川と合流後、石炭埠頭付近で伊勢湾（四日市港）へ注ぐ。
天白川流域の四郷地区は紡績業などが発達した一方、河道が狭く短いため集中豪雨に弱い。1974年（昭和49年）7月25日の集中豪雨では、中流部を並走していた近鉄八王子線（現・四日市あすなろう鉄道八王子線）が冠水し、運休に追い込まれている。その後日永駅～西日野駅は復旧したものの西日野駅～伊勢八王子駅はそのまま廃止となった。
中流部には欧風建築の亀山製絲室山工場や四郷郷土資料館（旧・四郷村役場）が残り、往時を偲ばせる。

## 流域の自治体
三重県
四日市市

## 主な支流
二級河川と準用河川を下流側から順に記載する。
| 河川       | よみ               | 次数    | 種別              | 管理者          | 主な経過地 | 河川延長 （km） | 備考 |
| ---------- | ------------------ | ------- | ----------------- | --------------- | ---------- | --------------- | ---- |
| 天白川     | てんぱくがわ       | 本川    | 二級河川          | 三重県          | 四日市市   | 9.85            |      |
| 鹿化川     | かばけがわ         | 1次支川 | 二級河川 準用河川 | 三重県 四日市市 | 四日市市   | 4.04            |      |
| 鹿化川支流 | かばけがわしりゅう | 2次支川 | 準用河川          | 四日市市        |            |                 |      |

## 並行する交通

### 鉄道
- 四日市あすなろう鉄道八王子線

### 道路
- 三重県道44号宮妻峡線